# E8 (trasa europejska)
E8 – trasa europejska pośrednia wschód – zachód przebiegająca przez teren Norwegii i Finlandii, o długości 1410 km, łącząca miasta Tromsø w Norwegii i Turku w Finlandii.

## Drogi w obrębie trasy E8
Norwegia:
- E8: z Tromsø do granicy z Finlandią

Finlandia:
- droga krajowa nr 21: od granicy z Norwegią do Tornio;
- droga krajowa nr 29: z Tornio do Keminmaa;
- droga krajowa nr 4: z Keminmaa do Liminka;
- droga krajowa nr 8: z Liminka do Turku;

## Przebieg trasy E8
Norwegia:
- Tromsø – Nordkjosbotn – Skibotn

Finlandia:
- Kilpisjärvi – Peera – Kelottijärvi – Maunu – Kaaresuvanto – Aijäjoki – Sonkamuotka – Yli-Muonio – Savela – Muonio – Kangosjärvi – Ylläsjokisuu – Pohjasenvaara – Venetti – Sieppijärvi – Vittikkovuoma – Orajärvi – Pello – Ojala – Ylipää – Turtola – Lahti – Juoksenki – Kaulinranta – - Torniojoki – Ylitornio – Pekanpää – Korpikylä – Rautionpää – Karunki – Ala-Vojakkala – Särkinärä – Tornio – Keminmaa – Kemi – Maksniemi – Simo – Kuivaniemi – Olhava – Ii – Pateniemi – Oulu – Kempele – Liminka – Revonlahti – Raahe – Piehinki – Parhalahti – Pyhäjoki – Yppäri – Kalajoki – Siironen – Himanka – Jokikylä – Marinkainen – Kotila – Kokkola – Kronoby – Kolppi – Pedersören Kunta – Kovjoki – Ytterjeppo – Oravainen – Korsholm – Vaasa – Vikby – Pirttikylä – Pjelax – Metsälä – Kallträsk – Kuvaskangas – Tuorila – Söörmarkku – Pori – Luvia – Eurajoki – Rauma – Unaja – Vermuntila – Ihode – Untamala – Laitila – Mynärnäki – Nousiainen – Masku – Raisio – Turku

## Stary system numeracji
Do 1985 obowiązywał poprzedni system numeracji, według którego oznaczenie E8 dotyczyło trasy: Londyn – Harwich – (prom) – Hoek van Holland – Haga – Utrecht – Amersfoort – Oldenzaal – Hanower – Berlin – Poznań – Krośniewice – Warszawa – Terespol. Dalszy przebieg nie był ustalony, ponieważ ZSRR nie był sygnatariuszem umowy z 1950 r. regulującej przebieg i standard tras europejskich. Arteria łączyła się z trasami E1, E2, E5, E31, E107, E108 i E113.
Fragment trasy przebiegający przez Polskę nie miał wówczas nanoszonego na tablice osobnego numeru krajowego i był oznaczany jako droga międzynarodowa E8.

### Drogi w ciągu dawnej E8
Lista dróg opracowana na podstawie materiału źródłowego
| Wielka Brytania   | droga nr 12: Londyn – Harwich |
| przeprawa promowa | |
| Holandia          | - droga E8: Hoek van Holland – Haga - autostrada A12: Haga – Gouda – Utrecht - droga E8: Utrecht – Amersfoort - autostrada A1: Amersfoort – Apeldoorn – Borne - autostrada A35: Borne – Hengelo - droga E8: Hengelo – granica z RFN                                  |
| Niemcy Zachodnie  | - droga E8: granica z Holandią – Bentheim – Rheine - autostrada A30: Rheine – Osnabrück – Bad Oeynhausen - autostrada A2: Bad Oyenhausen – Hanower – Peine – Brunszwik – Helmstedt (granica z NRD)                                                                   |
| NRD               | - autostrada E8 (A11): granica z RFN – Magdeburg – Burg – Werder - Berliner Ring (A1): Werder – Poczdam - autostrada E8 (A3): Berliner Ring – Fürstenwalde – Frankfurt nad Odrą (granica z PRL)                                                                      |
| Polska            | droga E8: Świecko (granica z NRD) – Torzym – Świebodzin – Pniewy – Poznań – Kostrzyn – Września – Konin – Koło – Krośniewice – Kutno – Łowicz – Sochaczew – Warszawa – Mińsk Mazowiecki – Siedlce – Międzyrzec Podlaski – Biała Podlaska – Terespol (granica z ZSRR) |

## Galeria

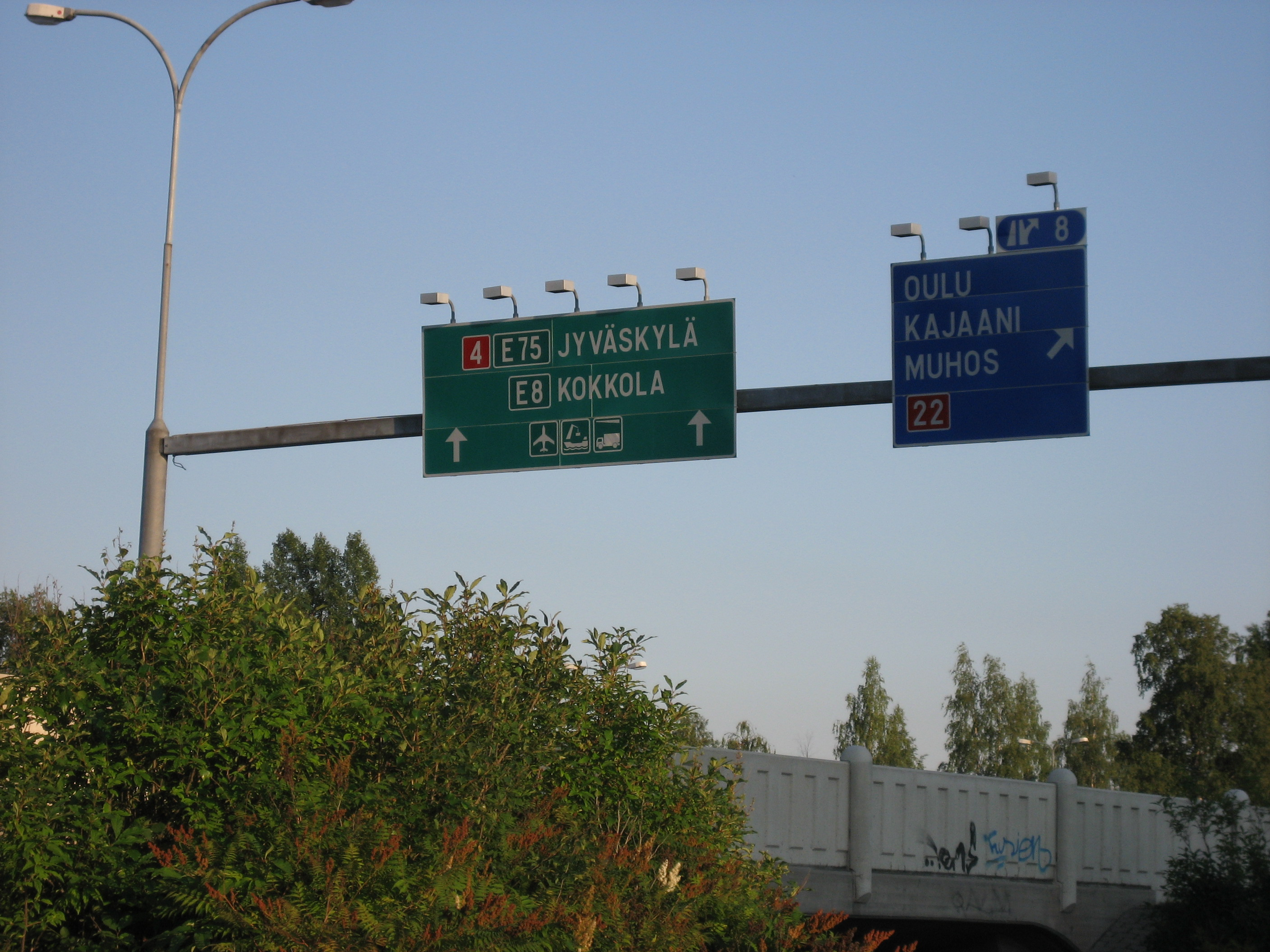
Trasa E8
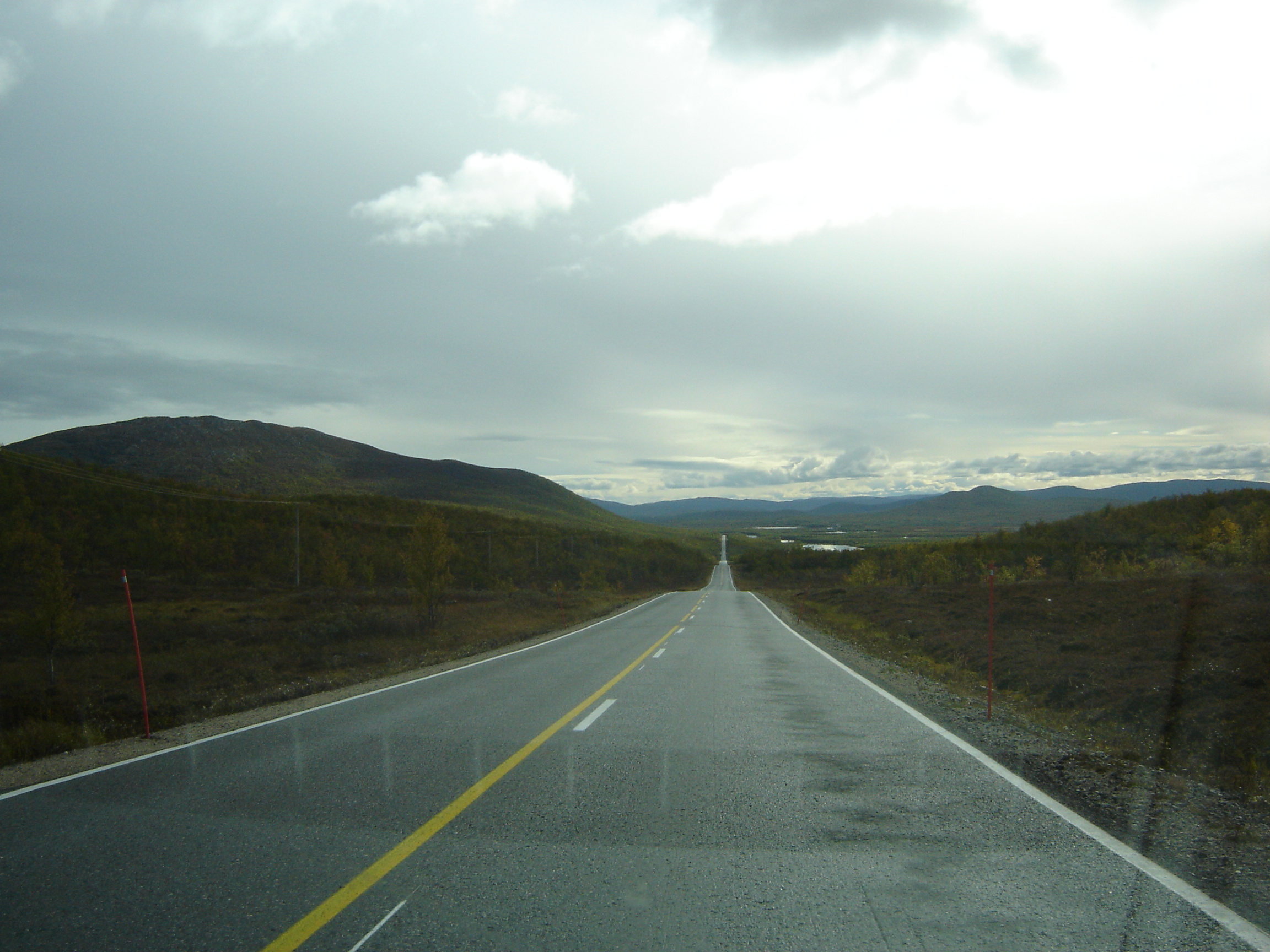
Trasa E8 w Finlandii
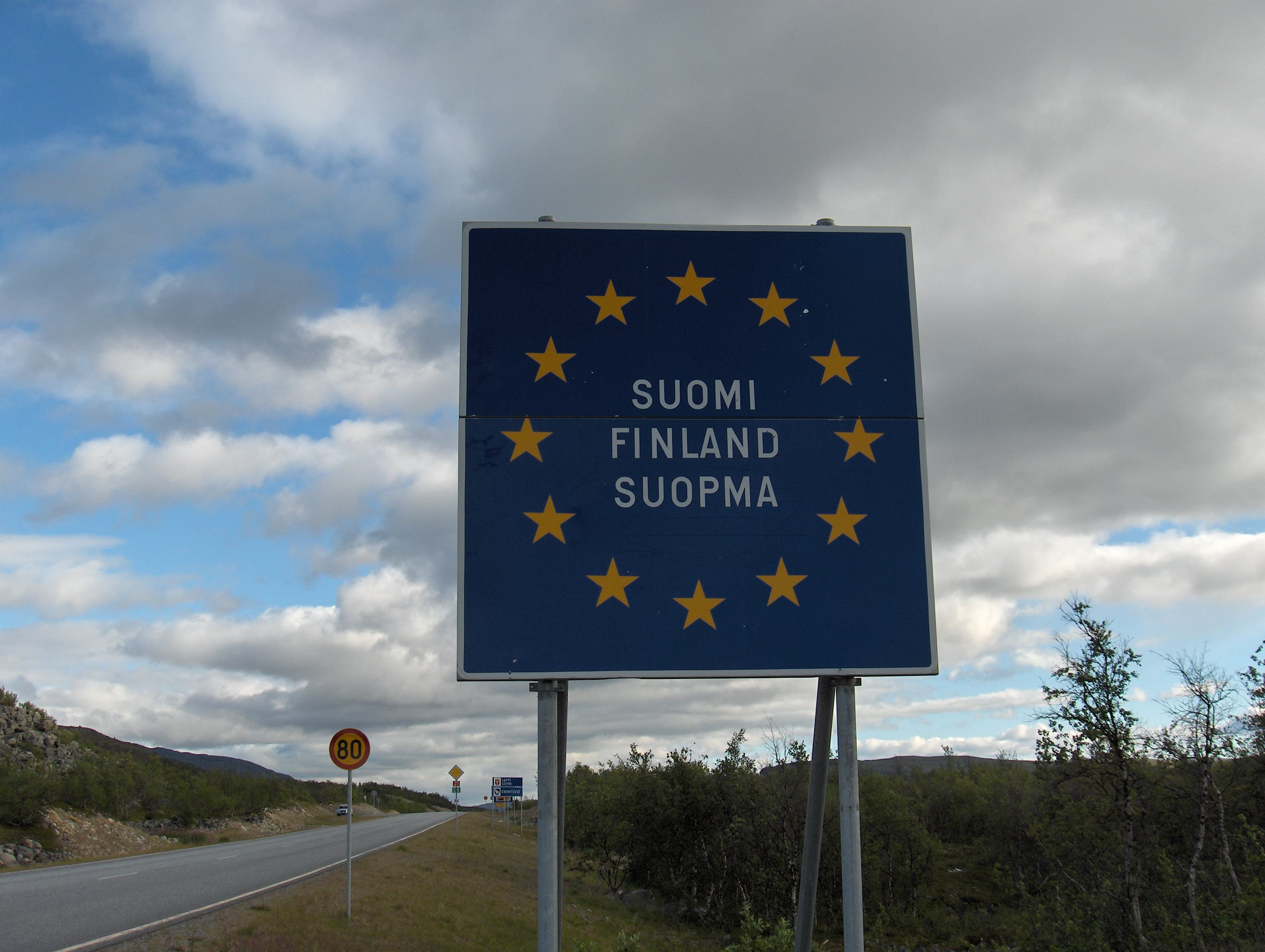
Trasa E8 – granica Norwegii i Finlandii w okolicach Kilpisjärvi
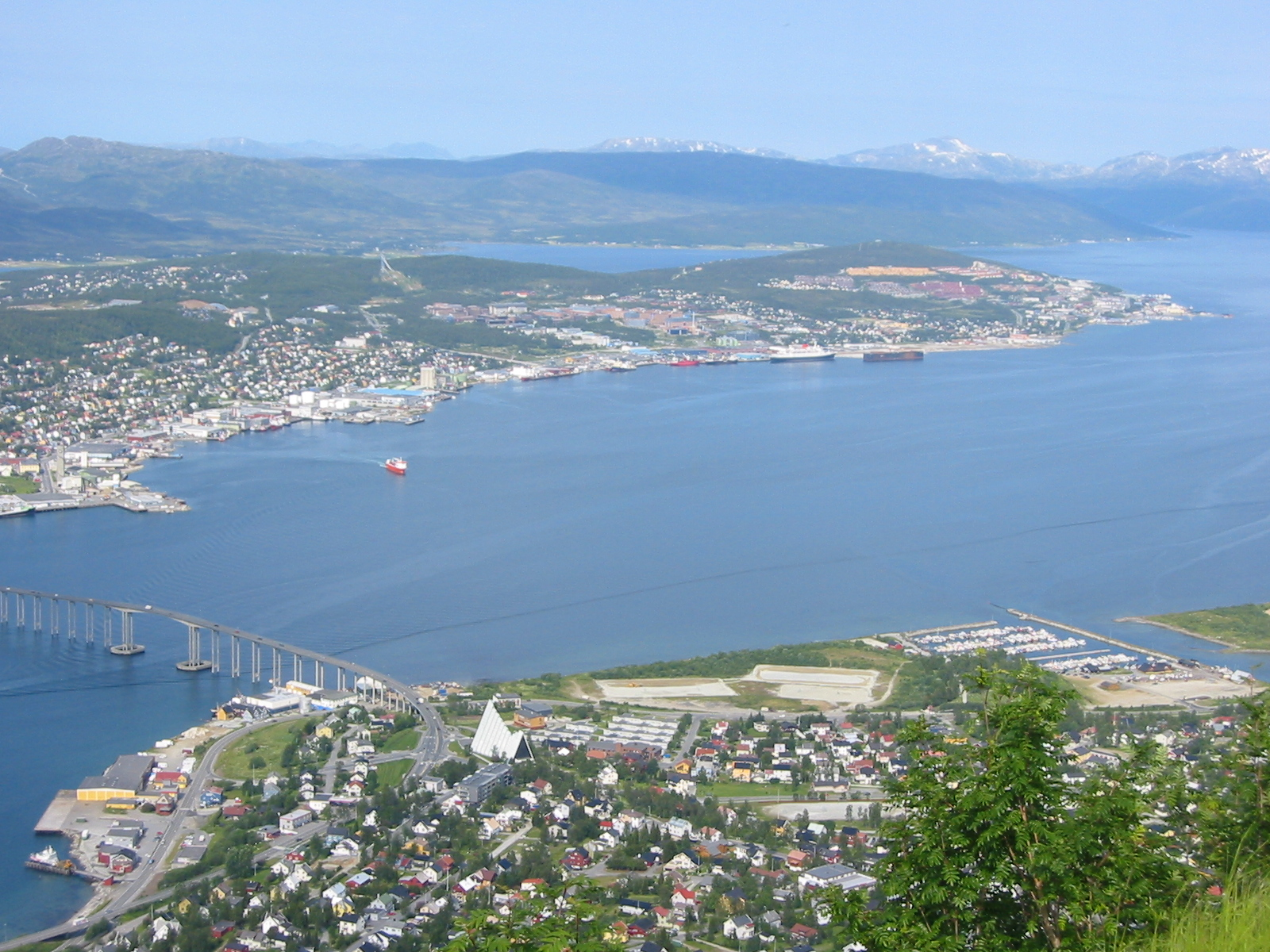
Most w ciągu trasy E8 – okolice Tromsø